# Атлет

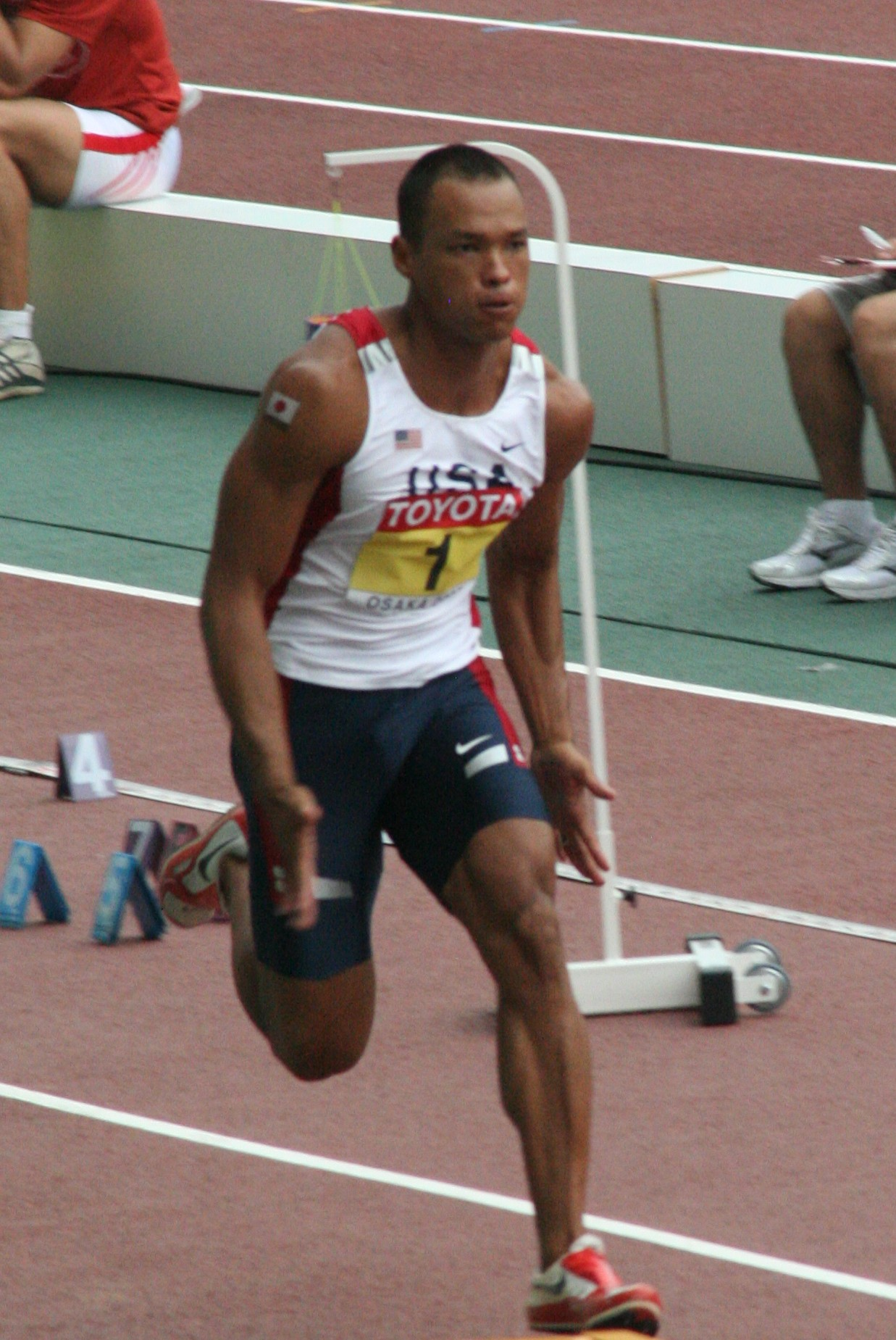
Чемпион мира в легкоатлетическом десятиборье Брайан Клэй (США)

Атле́т (от греч. ἀθλητής) — понятие, употребляемое в нескольких смыслах, в широком смысле — как синоним слова «спортсмен», любой участник спортивных соревнований; в более узком смысле — любой, кто на любительском (или профессиональном) уровне занимается лёгкой (или тяжёлой) атлетикой.
Употребляется наиболее часто в силовых видах спорта. Однако, древние греки называли «атлетами», собственно, участников Олимпийских игр.
Вне спортивного контекста «атлетом» называют мускулистого, сильного, хорошо сложённого человека.